# Kamienica przy alei płk. Władysława Beliny-Prażmowskiego 69 w Krakowie
Kamienica przy alei płk. Władysława Beliny-Prażmowskiego 69 – kamienica, znajdująca się w Krakowie, w dzielnicy II Grzegórzki przy al. W. Beliny-Prażmowskiego, na Grzegórzkach.
Kamienica została wzniesiona w latach 1936–1937 lub w latach 1936–1939 według projektu architekta Kazimierza Kulczyńskiego.
Kamienica znajduje się w gminnej ewidencji zabytków.